# Мірча Снєгур
Мі́рча Снє́гур (рум. Mircea Snegur вимовляється [ˈmirtʃe̯a ˈsneɡur]; 17 січня 1940, с. Тріфенешть Сороцького жудеця, нині Флорештський район, Молдова — 13 вересня 2023 Кишинів, Молдова) — молдавський політик, перший президент Молдови (1991/1990–1996/1997). Кандидат сільськогосподарських наук.

## Життєпис
У 1956 закінчив середню школу в селі Фрумушика Флорештського району.
У 1961 закінчив Кишинівський сільськогосподарський інститут за спеціальністю «агрономія».
У 1961—1962 роках — старший агроном, у 1962—1963 роках — головний агроном, у 1963—1968 роках — голова колгоспу «Шлях до комунізму» в селі Лунга Флорештського району. Член КПРС з 1964 року.
У 1968—1969 роках — аспірант кафедри рослинництва Кишинівського сільськогосподарського інституту імені Фрунзе. У 1969—1973 роках — директор дослідної станції рільництва Кишинівського сільськогосподарського інституту імені Фрунзе.
У 1973—1974 роках — начальник Головного управління землеробства і впровадження передових технологій в рільництво, в 1974—1978 роках — начальник Головного управління сільськогосподарської науки Міністерства сільського господарства Молдавської РСР.
У 1978—1981 роках — директор Молдавського науково-дослідного інституту польових культур — генеральний директор науково-виробничого об'єднання «Селекція».
У 1981—1985 роках — 1-й секретар Єдинецького районного комітету КП Молдавії.
31 травня 1985 — 5 грудня 1989 року — секретар ЦК КП Молдавії.
З квітня по вересень 1990 голова Верховної Ради Молдавської РСР. У червні 1990 року вийшов з КПРС.
У кінці 1990 після безальтернативних виборів став президентом МРСР. На посаду він був призначений постановою Верховної Ради РСР Молдова № 251-XII від 3 вересня 1990 року. За законом Верховної Ради РСР Молдова № 589-XII від 23 травня 1991 РСР Молдова була перейменована в Республіку Молдова. На підставі Конституції Республіки Молдова парламентом постановою № 722-XII від 19 вересня 1991 року призначені вибори президента на 8 грудня 1991. Президентом Молдови був обраний Мірча Снєгур. Він не підтримав Народний фронт Молдови в прагненні до негайного об'єднання з Румунією, за що Народний фронт певний час намагався оголосити йому бойкот. Проте вже в 1992 повернув собі підтримку Народного фронту, виступивши жорстким прихильником ліквідації самопроголошеної автономії Придністров'я, що зрештою вилилося в Придністровський конфлікт. У березні 1994 з ініціативи Президента Снєгура і під його тиском в Молдові відбувся сумнівної легітимності референдум, що формально затвердив Молдову як незалежну і цілісну державу.
За час президентського правління Мірчі Снєгура незалежність Молдови в короткий термін визнали понад 130 країн. Молдова стала членом ООН і понад 40 інших міжнародних структур. Проте в країні в цей час почався спад виробництва, посилилася еміграція з країни, зросло безробіття, яке в 1995 офіційно перевищило 200 000 осіб.
Під час виборів президента 1996 Мірча Снєгур в першому турі отримав відносну більшість голосів (38,7 %). Петро Лучинський набрав 27,7 % голосів. Однак у другому турі Лучинський, підтриманий лівими і центристськими силами, набрав більше голосів, ніж Снєгур.
Після програних виборів, Мірча Снєгур був обраний головою Партії відродження і злагоди Молдови, яка, у складі виборчого блоку «Демократична конвенція Молдови», подолала виборчий бар'єр у 4 %. Блок отримав 26 мандатів в парламенті, а потім брав участь у керівній коаліції «Альянс за демократію і реформи», яка існувала з 1998 по 2000 роки. Розвал керівної коаліції спровокував дострокові парламентські вибори 2001 року, в яких взяла участь і партія Снєгура. Проте Партія відродження і злагоди набрала 5,79 % голосів і не подолала виборчий поріг в 6 % і у 2003 році припинила своє існування, увійшовши до складу Альянсу «Наша Молдова».
Помер 13 вересня 2023 внаслідок тривалої хвороби.

## Родина
Дружина Джорджета Снєгур померла 2019 р., є дочка Наталія Герман та син.